# Вахненко, Алексей Яковлевич
Алексей Яковлевич Вахненко (1920—1980) — майор Рабоче-крестьянской Красной Армии, участник Великой Отечественной войны, Герой Советского Союза (1945).

## Биография
Алексей Вахненко родился 28 ноября 1920 года в селе Лысая Гора (ныне — Первомайский район Николаевской области Украины) в крестьянской семье. Окончил неполную среднюю школу. С 1937 года Вахненко учился в Мигеевском сельскохозяйственном техникуме. В 1939 году он был призван на службу в Рабоче-крестьянскую Красную Армию. В 1941 году Вахненко окончил Симферопольское пехотное училище. С июля 1941 года — на фронтах Великой Отечественной войны. Принимал участие в боях на Юго-Западном, Западном, 2-м и 3-м Белорусских фронтах. К июню 1944 года старший лейтенант Алексей Вахненко командовал ротой 617-го стрелкового полка 199-й стрелковой дивизии 49-й армии 2-го Белорусского фронта. Отличился во время освобождения Могилёвской области Белорусской ССР.
Рота Вахненко получила боевую задачу переправиться через Днепр к северу от Могилёва и захватить плацдарм на западном берегу реки. 26 июня 1944 года, несмотря на массированный артиллерийский, миномётный и пулемётный огонь противника, рота начала переправу. Попытка захватить мост через Днепр потерпела неудачу — мост был подорван, поэтому роте пришлось переправляться на лодках и подручных средствах. До вражеского берега добралось 15 бойцов во главе с Вахненко, которые с ходу вступили в бой с превосходящим противником, выбив его с выгодных позиций и заняв населённый пункт Требухи. Весь день группа Вахненко отражала вражеские контратаки. На следующее утро она была атакована танковыми силами врага. В критическую минуту боя к остаткам роты подошли подкрепления.
26 января 1945 года под Кёнигсбергом Вахненко получил тяжёлое ранение и был отправлен в госпиталь.
Указом Президиума Верховного Совета СССР от 24 марта 1945 года за «мужество и героизм, проявленные при форсировании Днепра и удержании плацдарма на его правом берегу» старший лейтенант Алексей Вахненко был удостоен высокого звания Героя Советского Союза с вручением ордена Ленина и медали «Золотая Звезда» за номером 7408.
После окончания войны в звании майора Вахненко был уволен в запас. Окончил Мелитопольский институт механизации сельского хозяйства. Проживал в Полтаве, работал заведующим оперотделом Полтавской областной базы объединения «Сельхозтехника». Умер 1 декабря 1980 года, похоронен в Полтаве.
Был также награждён орденами Красного Знамени и Отечественной войны 1-й степени, а также рядом медалей.